# Сан Лоренцо Гвацоне (Кремона)
Сан Лоренцо Гвацоне је насеље у Италији у округу Кремона, региону Ломбардија.
Према процени из 2011. у насељу је живело 15 становника. Насеље се налази на надморској висини од 29 м.